# Кастель-Аркуато
Кастель-Аркуато (итал. Castell'Arquato) — коммуна в Италии, располагается в регионе Эмилия-Романья, в провинции Пьяченца.
Население составляет 4670 человек (2008 г.), плотность населения составляет 89 чел./км². Занимает площадь 52 км². Почтовый индекс — 29014. Телефонный код — 0523.

## Демография
Динамика населения:

## Администрация коммуны
- Официальный сайт: https://web.archive.org/web/20080611180456/http://www.comune.castellarquato.pc.it/